# Gonia peruviana
Gonia peruviana là một loài ruồi trong họ Tachinidae.